# Mysterious Skin – Unter die Haut
Mysterious Skin – Unter die Haut ist ein US-amerikanisch-niederländischer Film über zwei Jungen, die als Kinder sexuell missbraucht wurden. Dabei wird ihre parallele Entwicklung von 8 bis 19 Jahren gezeigt. Der Film spielt größtenteils in der Kleinstadt Hutchinson (Kansas) und basiert auf dem gleichnamigen Roman von Scott Heim.

## Handlung
Der achtjährige Brian Lackey findet sich eines Abends mit blutender Nase im Keller wieder. Er weiß nicht mehr, was mit ihm passiert ist. Seine Mutter glaubt, dass er beim Baseball verletzt wurde, und nimmt ihn daraufhin aus der Mannschaft. Brian hat in den folgenden Jahren immer wieder Aussetzer, bei denen er das Bewusstsein verliert, und nachdem er als Teenager einen Bericht im Fernsehen gesehen hat, in dem es um Entführungen durch UFOs geht, glaubt er selbst fest daran, dass er von einem UFO entführt wurde.
Die zweite zentrale Person des Films ist Neil McCormick: Auch Neil ist zu Beginn des Films acht Jahre alt und ebenfalls Mitglied der Baseball-Mannschaft. Neil weiß schon als Kind, dass er schwul ist und hat sich beim Eintritt in die Baseball-Mannschaft in den pädophilen Trainer verliebt. Dieser missbraucht Neil den ganzen Sommer lang. Neil wird dabei als Köder benutzt, um andere Jungs zu misshandeln. 
Nach dem ersten Zeitsprung im Film ist Neil 15 Jahre alt und beginnt als Stricher zu arbeiten. Wiederum drei Jahre später arbeitet er, zum Leidwesen des in ihn verliebten Freundes Eric, immer noch als Stricher. Später beschließt er, die Kleinstadt zu verlassen, um seiner besten Freundin Wendy nach New York City zu folgen. Nachdem Eric und seine Mutter ihn zum Bus gebracht haben, finden sie vor dem Haus Brian vor, der anhand seiner Erinnerungen in Neil die einzige Person sieht, die möglicherweise die Ereignisse aus seiner Kindheit aufklären kann. Da Neil jedoch nicht da ist, freunden sich der in sich gekehrte Brian und der extrovertierte Eric miteinander an.
In New York arbeitet Neil weiterhin als Stricher, wobei er jedoch schnell merkt, dass in der Großstadt viele Dinge anders laufen. Wendy ist damit jedoch nicht besonders glücklich und versucht ihn zu überreden, sich eine andere Arbeit zu suchen. Wendy besorgt Neil einen Job in einem Schnellrestaurant. Eines Tages wird er auf dem Heimweg von einem Mann angesprochen, der Neil als Stricher bezahlen möchte. Neil willigt ein, wird von diesem Freier aber brutal vergewaltigt und misshandelt. Am nächsten Tag tritt Neil seinen Weihnachtsbesuch zuhause an. Dort trifft er auf Brian. Gemeinsam suchen Brian und Neil das Haus des Trainers auf, der jedoch nicht mehr dort wohnt. Im Wohnzimmer erfährt Brian schließlich, was wirklich passiert ist: Der Coach hatte damals beide Jungen sexuell missbraucht.

## Kritiken
Allgemein bekam der Film zumeist gute Kritiken. Celluloid-Dreams.de schrieb: „Gregg Araki hat Mut bewiesen und sich an die äußerst gewagten Thematiken Pädophilie und Prostitution herangewagt. Erstaunlich sensibel und leichtfüßig gleitet ‚Mysterious Skin‘ mit Hilfe von 2 grundverschiedenen Geschichten durch seine 101 Minuten Laufzeit, ohne dabei aber zu harmlos zu bleiben. Dieses sehr ehrliche, kleine Meisterwerk ist allein schon durch seine makellose Inszenierung und das hervorragende Ensemble absolut sehenswert.“
Björn Becher schrieb auf Filmstarts.de: „Auch mit ‚Mysterious Skin‘ hat es Gregg Araki geschafft, in konservativen amerikanischen Kreisen sich weiter Feinde zu machen. Die unverblümte Sprache und Darstellung seines Inhalts hat hierfür gereicht. Der ihm vereinzelt gemachte Vorwurf, er würde mit seinem Film Pädophilie abmildern, läuft allerdings völlig ins Leere. Denn es gibt nur wenige Filme, die so eindrucksvoll, nachdrücklich und erschreckend die Grausamkeit dieses Verbrechens aufzeigen. Das Besondere ist dabei die frische und unerwartete Herangehensweise des Regisseurs, der sich völlig auf die Sichtweise der Opfer konzentriert und die Sicht der ‚Erwachsenen‘ fast völlig ausblendet und weiter geht als die meisten vergleichbaren Filme.“

## Synchronisation
Der Film wurde bei der Think Global Synchron in Berlin vertont. Boris Tessmann schrieb das Dialogbuch und führte die Dialogregie.
| Rolle          | Schauspieler          | Synchronsprecher |
| -------------- | --------------------- | ---------------- |
| Neil           | Joseph Gordon-Levitt  | Ricardo Richter  |
| Brian          | Brady Corbet          | Tino Hillebrand  |
| Eric           | Jeffrey Licon         | Konrad Bösherz   |
| Avalyn Friesen | Mary Lynn Rajskub     | Heike Beeck      |
| Mrs. McCormick | Elisabeth Shue        | Arianne Borbach  |
| Coach          | Bill Sage             | Boris Tessmann   |
| Wendy          | Michelle Trachtenberg | Magdalena Turba  |
| Alfred         | David Lee Smith       |                  |
| Mr. Lackey     | Chris Mulkey          | Gerald Paradies  |
| Mrs. Lackey    | Lisa Long             |                  |
| Charlie        | Richard Riehle        | Roland Hemmo     |
| Deborah        | Kelly Kruger          |                  |
| Zeke           | Billy Drago           | Jan Spitzer      |

## Preise
Mysterious Skin war insgesamt neunmal für Preise nominiert, bekam jedoch am Ende nur vier:
- den Jury Award des Bergen International Film Festivals (für Gregg Araki)
- den MovieZone Award des Rotterdam International Film Festivals (für Gregg Araki)
- zweimal den Golden Space Needle Award des Seattle International Film Festival (je einmal Joseph Gordon-Levitt als Bester Darsteller und Gregg Araki als Bester Regisseur).